# Grida

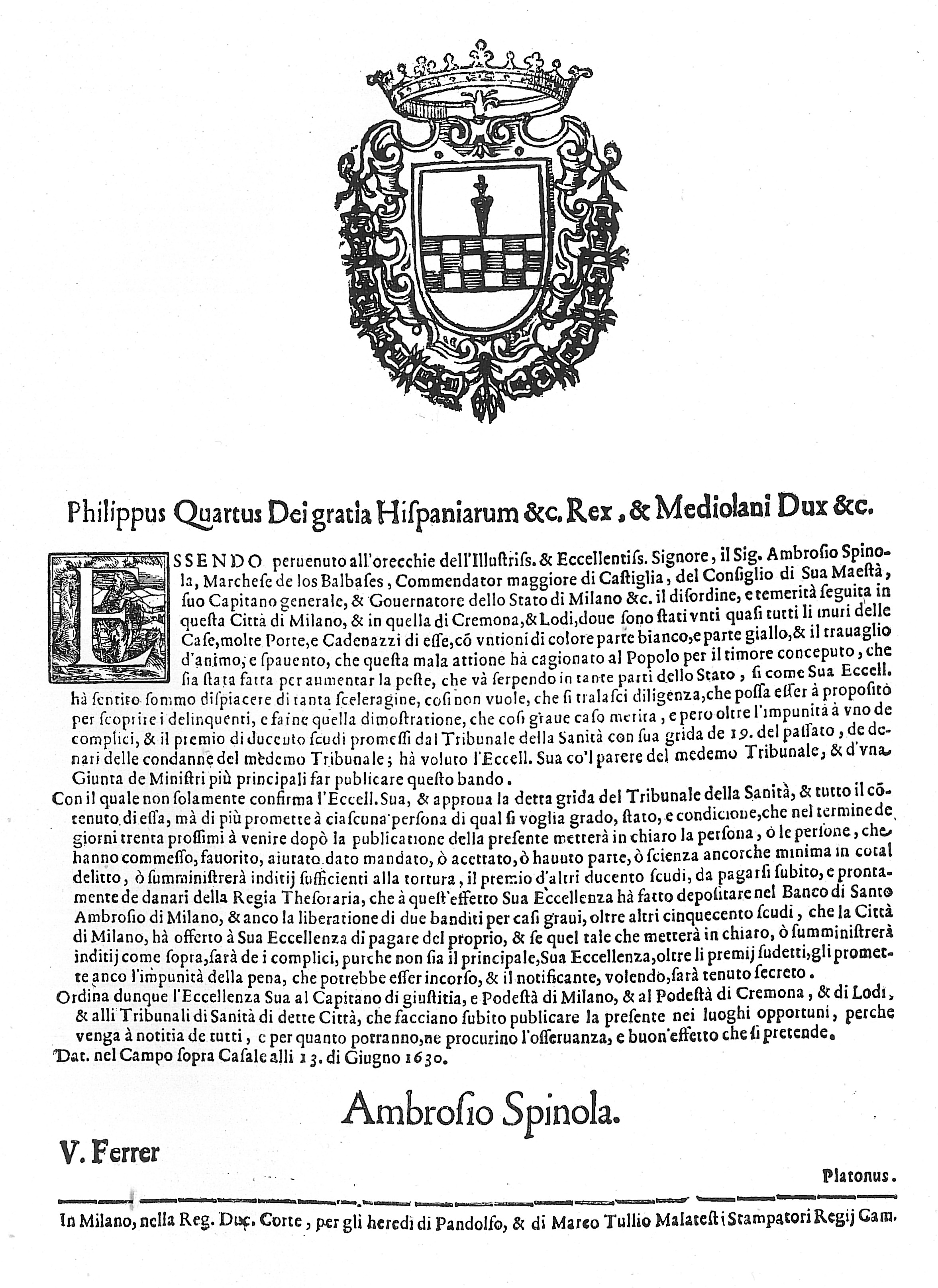
Grida milanese del 1630 contro gli untori

La grida era una comunicazione ufficiale (disposizioni, editti, avvisi pubblici) emessa dall'autorità e "gridata" sulla pubblica piazza da un apposito banditore.

## A Milano

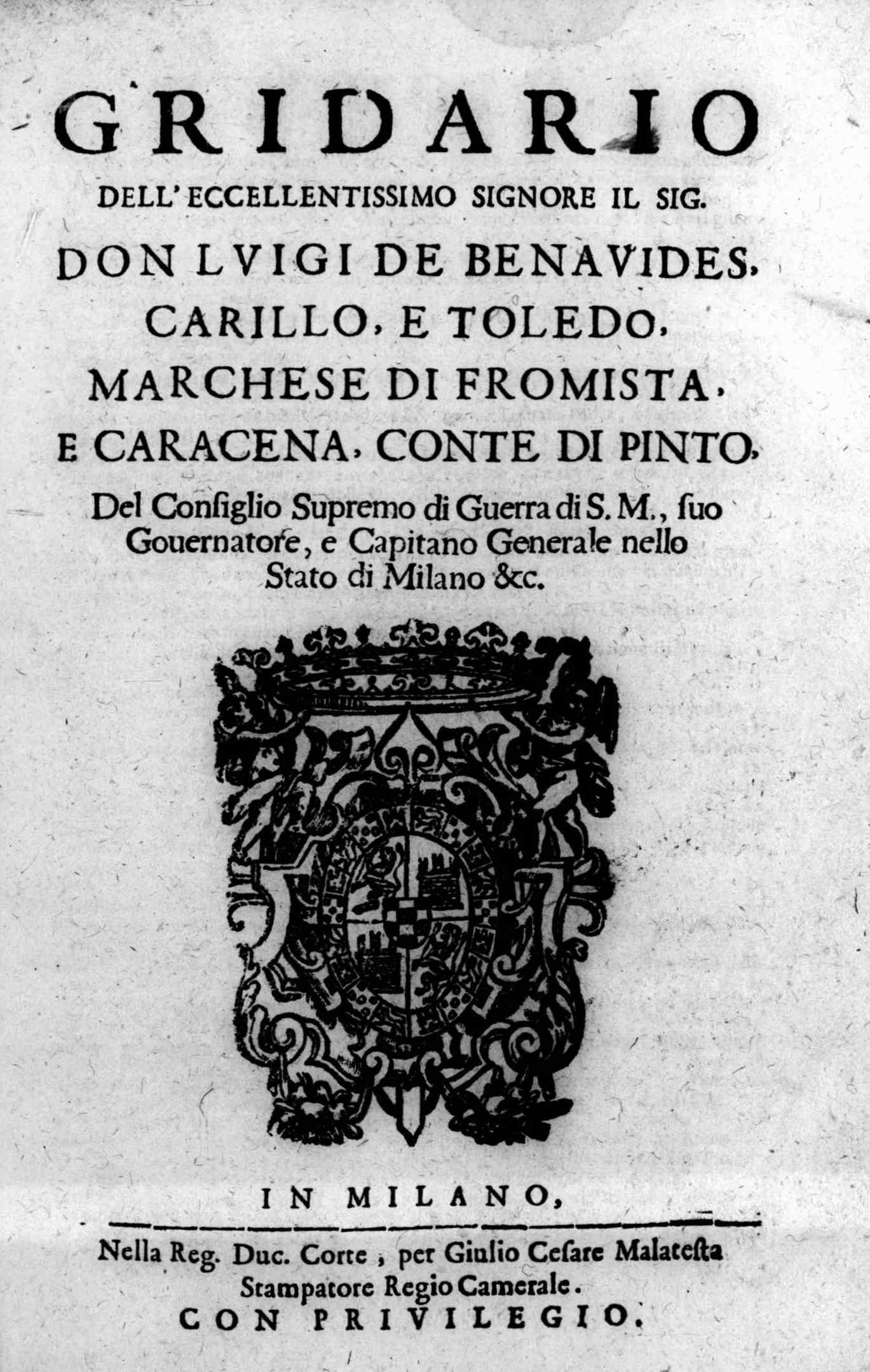
Gridario (raccolta di gride) di Luis de Benavides Carrillo, Milano 1650

Negli statuti di Milano emanati nel 1502 da Luigi XII di Francia, rimasti in vigore nei secoli successivi fino al XVIII secolo, era presente una sezione relativa ai banditori (tubatores), stabilendo che dovevano essere in numero di sei e che erano tenuti a "gridare" (facere cridas) presso il Broletto; le gride dovevano essere trasmesse a loro solo per iscritto.
I banditori (già presenti in epoca medievale) rimasero anche in epoca spagnola e il termine grida continuò ad essere utilizzato sia in epoca spagnola (XVI e XVII secolo) sia in epoca austriaca (XVIII secolo) per indicare le disposizioni legislative emanate dal Governatore di Milano. Le gride erano pubblicate anche in apposite raccolte ("gridari") relative al governatore che le aveva emanate.
Come riportato da Giuseppe Rovelli, era consuetudine che le norme restassero in vigore fino al termine del mandato del governatore e venissero eventualmente confermate dal suo successore; egli indica che nel 1611 la validità fu estesa ai due mesi successivi alla fine del mandato del governatore. Come conferme delle gride dei predecessori si trovano, ad esempio, la grida del governatore Diego Felipe de Guzmán del 9 gennaio 1636 e quella di Juan de Velasco de la Cueva y Pacheco del 16 febbraio 1641.
(Estratto dalla grida del 16 febbraio 1641)
In alcuni casi le gride furono riprese con integrazioni o variazioni.

## Gride manzoniane
Le gride furono rese famose da Alessandro Manzoni nel suo romanzo I promessi sposi, dove vengono presentate come disposizioni emesse con titoli altisonanti, con linguaggio contorto e articolato anche in dettagli e dove venivano annunciate pene assai severe per coloro che non le avessero rispettate, ma che poi, nella realtà, venivano ampiamente disattese.
(Dalla grida del 12 aprile 1584 emanata da «don Carlo d'Argon, principe di Castevetrano, duca di Terranuova, marchese d'Avola, conte di Burgeto, grande ammiraglio e Gran contestabile di Sicilia, governatore di Milano e capitano generale di sua Maestà Cattolica in Italia»)
Mentre altre norme contro assassini o meretrici erano più strettamente applicate, le norme contro i bravi risultavano inefficaci a causa della protezione da parte di vari signorotti, che li utilizzavano come guardie.
(Descrizione dei bravi in Grida contro bravi et vagabondi, 5 giugno 1593)